# Quileute
Quileute (Quillayute), pleme Chimakuan Indijanaca sa zapadne obale Washingtona uz rijeku Quillayute, a danas na rezervatu Quileute s plemenskim središtem La Push.

## Jezik i porijeklo
Jezik Quileute Indijanaca pripada stablu porodice Chimakuan koju čine zajedno s plemenima Hoh i Chemakum ili Chimakum. Prema legendi oni su nastali u prastara vremena preobrazivši se iz vukova u ljude, a smatra se da su najstariji stanovnici Sjeverozapadne obale, što bi moglo datirati unazad sve do Ledenog doba. Njihove jedine rođake Chimakume odnesle su vodene bujice na područje kod današnjeg Port Townsenda, pa su oba plemena ostala okružena nesrodnim neprijateljskim plemenima a Chimakumi uništeni od Suquamisha 1860.-tih godina.

## Povijest
Rana populacija Quileuta (1780), prema mišljenju Mooneya, iznosila je oko 500, a u taj broj uključuje i Hoh Indijance. Svoj prvi kontakt s Europljanima mogao se desiti možda još u vremenima kada su prolazom Juan de Fuca krstarili brodovi Charlesa Barkleya (1787), peruanskog istraživača i kartografa Manuela Quimpera (1790)., i kapetana George Vancouvera koji je trgovao na obali Washingtona. Godine 1808. na njihovoj obali havariju doživljava 1808. ruski brod Svatoli Nikolai. Preživjelini pomorci su zarobljeni, no nekoliko mjeseci kasnije otkupili su ih američki trgovci. Kasniji susret imaju 1824. kada do njih kopnenim putem dolazi Irac John Work (Wark), neki trgovac iz kompanije Hudson Bay. Kasnija sudbina slična je ostalim plemenima koja ugovorima iz sredine 19. stoljeća moraju prepuštat svoja područja SAD.-u a oni odlaze na rezervate. Quileute su obuhvaćeni ugovorom Quinault iz 1856. a potpisuju ga guverner Washingtona Isaac Stevens (1818-1862), i poglavice plemena Quinault i Quileute. S quileutske strane potpisuju ga poglavica How-yat'l, te pod-poglavice   'Kal-lape'  i  'Tah-ah-ha-wht'l' , a od Quinaulta, poglavica  'Tah-ho-lah' . Rezervat Quileute utemeljit će se ipak tek 19. veljače 1889. izvršnom odredbom predsjednika Grover Clevelanda, no već u rujnu iste godine bijeli stanovnici popalit će 26 indijanskih kuća u La Pushu.
Pleme Quileute ranih 2000.-tih godina broji oko 700 duša. 

## Etnografija
Quileute su glavni pripadnici zajednice nositelja cijelog kompleksa kulturnog obrasca Sjeverozapadne obale. Oni su orijentirani oceanu, ribari su i lovci na morske sisavce i imaju reputaciju najboljih lovaca na tuljane. Kanui Quileuta rađeni su od drveta crvenog cedra, a po veličini mogu varirati od sportskog kanua za dvije osobe pa do velikog kanua nosivosti 3 tone. 
Kuće su drvene, velike, također cedrove. Od dlake 'vunastih'-pasa proizvode skupocjene ogrtače, dok se liko ili unutarnja kora cedra koristi za izradu tape od koje proizvode vodonepropusne suknje i plaštevi, te stožaste šešire za zaštitu od kiša kojih na godinu u zemlji Quileuta padne 115 inči (2,9 metara), a u kišnoj šumi poluotoka Olympic može iznositi na godinu i 140 inči ili 3,5 m.
Quileute su i vješti košaraši. Pletu se različiti tipovi košara, za različite namjene, kao i one koje umjesto kotla služe za kuhanje vode i hrane.

## Vanjske poveznice
- History of the Quileute People  Arhivirana inačica izvorne stranice od 9. listopada 2007. (Wayback Machine)
- Quileute Indian Tribe
- Quileute Tribe  Arhivirana inačica izvorne stranice od 4. listopada 2003. (Wayback Machine)
- Quileute Natural Resources  Arhivirana inačica izvorne stranice od 18. listopada 2007. (Wayback Machine)
- The Legends of the Quileute Native Americans  Arhivirana inačica izvorne stranice od 2. svibnja 2012. (Wayback Machine)